# ホセ・セバージョス
ホセ・フランシスコ・セバージョス・ビジャビセンシオ（José Francisco Cevallos Villavicencio, 1971年4月17日 - ）は、エクアドル・サンタ・エレーナ県アンコン出身の元サッカー選手、元エクアドル代表。選手時代のポジションはゴールキーパー。

## クラブ経歴

### バルセロナSC
1990年、グアヤキルに本拠地を置くバルセロナSCでプロデビューを果たし、2度の在籍期間中にリーグ戦計400試合以上に出場した。1991年、1995年、1997年にはクラブの中心選手としてリーグ優勝を果たした。1998年のコパ・リベルタドーレスではクラブ史上2度目の決勝進出を果たしたが、ブラジルのヴァスコ・ダ・ガマに敗れて初優勝はならなかった。

### オンセ・カルダスとデポルティーボ・アソゲス
2005年にはコロンビアのオンセ・カルダスにレンタル移籍したが成功したとは言えず、1年後にバルセロナSCに復帰した。2007年にはデポルティーボ・アソゲスに完全移籍し、そこで現役引退すると思われたが、大活躍を見せてエクアドル屈指のキーパーに返り咲いた。

### LDUキト
2008年、セリエAのLDUキトに移籍した。同年のコパ・リベルタドーレス準々決勝ではアルゼンチンのサン・ロレンソと対戦し、PK戦ではアウレリアーノ・トーレスのキックを止めてクラブをPK戦勝利に導いた。準決勝ではメキシコのクラブ・アメリカと対戦し、キトで行われた試合で完封勝利を収めてクラブ初の決勝進出を決めた。決勝はブラジルのフルミネンセとの対戦となった。2試合合計スコアが同点となり、勝敗の行方はPK戦に持ち込まれたが、ダリオ・コンカ、チアゴ・ネーヴィス、ワシントンの3人のキックを止め、クラブ初優勝（エクアドルのクラブとしても初）立役者となった。大会のベストイレブンに選出され、ウルグアイのエル・パイス紙による南米最優秀ゴールキーパーにも選出された。IFFHSはセバージョスを世界第6位のキーパーに選出した。LDUキト移籍当初は1年だけの予定であったが、2010年まで契約を延長した。2009年にはレコパ・スダメリカーナとコパ・スダメリカーナの両方を制し、2010年にはレコパ・スダメリカーナの2連覇と自身4度目のセリエA優勝を果たした。2011年5月6日、若手に道を譲るために現役引退を表明した。

## 代表経歴
1994年にエクアドル代表デビューし、コパ・アメリカ1995、コパ・アメリカ1997（兄弟そろって出場）、コパ・アメリカ1999、コパ・アメリカ2001に出場した。2002 FIFAワールドカップ・南米予選ではアルゼンチンに次ぐ2位となり、同国のFIFAワールドカップ本大会初出場に貢献した。日本と韓国で共催された2002 FIFAワールドカップ本大会は1勝2敗でグループリーグ敗退に終わった。2004年までに77試合に出場し、いったんは代表引退を発表した。2002 FIFAワールドカップ・南米予選では活躍を見せて母国をFIFAワールドカップ本大会に導き、エクアドルのサポーターからはラス・マノス・デル・エクアドル（las manos del Ecuador、エクアドルの手）と呼ばれている。
2008年、エクアドル代表がLDUキトと戦った非公式の親善試合で4年ぶりに代表に復帰した。先発出場して45分間プレーし、5-0でリードしていたハーフタイムにマシモ・バンゲーラと交代した。その後、2010 FIFAワールドカップ・南米予選のアルゼンチン戦とコロンビア戦にも招集された。

## スポーツ担当大臣
2011年5月23日、サンドラ・ベラの後任としてエクアドルのスポーツ担当大臣に選ばれ、翌日に就任した。

## 家族
兄のアレックス・セバージョスもゴールキーパーとしてプレーしたプロサッカー選手であった。ホセの息子のホセ・セバージョス・ジュニアはミッドフィールダーとしてプレーするプロサッカー選手である。2008年にLDUキトの下部組織に移り、2010年にトップチームデビューを果たした。

## 個人成績
| クラブ成績 | クラブ成績 | クラブ成績 | リーグ | リーグ | カップ | カップ | 国際大会 | 国際大会 | 通算 | 通算 |
| シーズン   | クラブ     | リーグ     | 出場   | 得点   | 出場   | 得点   | 出場     | 得点     | 出場 | 得点 |
| エクアドル | エクアドル | エクアドル | リーグ | リーグ | カップ | カップ | 南米     | 南米     | 通算 | 通算 |
| ---------- | ---------- | ---------- | ------ | ------ | ------ | ------ | -------- | -------- | ---- | ---- |
| 2008       | LDUキト    | セリエA    | 19     | 0      | N/A    | N/A    |          |          |      |      |
| 2009       | LDUキト    | セリエA    | 17     | 0      | N/A    | N/A    | 5        | 0        | 22   | 0    |
| 2010       | LDUキト    | セリエA    | 8      | 0      | N/A    | N/A    | 7        | 0        | 15   | 0    |
| 2011       | LDUキト    | セリエA    | 4      | 0      | N/A    | N/A    | 0        | 0        | 4    | 0    |

## 代表歴

### 出場大会
- エクアドル代表
  - 2002 FIFAワールドカップ

### 試合数
- 国際Aマッチ 87試合 0得点（1994年-2009年）[10]

| エクアドル代表 | 国際Aマッチ | 国際Aマッチ |
| 年             | 出場        | 得点        |
| -------------- | ----------- | ----------- |
| 1994           | 1           | 0           |
| 1995           | 6           | 0           |
| 1996           | 4           | 0           |
| 1997           | 8           | 0           |
| 1998           | 0           | 0           |
| 1999           | 14          | 0           |
| 2000           | 12          | 0           |
| 2001           | 9           | 0           |
| 2002           | 11          | 0           |
| 2003           | 8           | 0           |
| 2004           | 2           | 0           |
| 2005           | 1           | 0           |
| 2006           | 0           | 0           |
| 2007           | 0           | 0           |
| 2008           | 6           | 0           |
| 2009           | 5           | 0           |
| 通算           | 87          | 0           |

## タイトル

### クラブ
バルセロナSC
- セリエA : 1991, 1995, 1997

LDUキト
- セリエA : 2010
- コパ・リベルタドーレス : 2008
- レコパ・スダメリカーナ : 2009, 2010
- コパ・スダメリカーナ : 2009

### 代表
エクアドル代表
- コリア・カップ : 1995
- カナダ・カップ : 1999